# 黑扁隆頭魚
黑扁隆頭魚，為輻鰭魚綱鱸形目隆頭魚亞目隆頭魚科的其中一種，分布於東大西洋的馬爾馬拉海海域，棲息深度1-25公尺，體長可達14公分，棲息在近海海草生長的岩石海域，屬肉食性，以蠕蟲、片腳類、苔蘚蟲等為食，生活習性不明。